# Bödvar Bjarki
 (mai 2025).
Si vous disposez d'ouvrages ou d'articles de référence ou si vous connaissez des sites web de qualité traitant du thème abordé ici, merci de compléter l'article en donnant les références utiles à sa vérifiabilité et en les liant à la section « Notes et références ».
Bödvar Bjarki (en vieux norrois: Böðvar Bjarki), est le héros qui apparait dans les contes de Hrólf Kraki dans la Saga de Hrólf Kraki, et sous le nom de Biarco dans la geste des Danois de Saxo Grammaticus. Certains pensent qu'il s'agissait initialement du même personnage que le héros Beowulf du poème éponyme en vieil anglais, tandis que d'autres rejettent cette notion.
Fils de Björn (homme changé en ours) et de Bera, une fille de bóndi, il décida de venger la mort de son père. Ce dernier avait été maudit par sa belle-mère Hvít car il refusait de partager son lit. À 18 ans, il tua Hvít et partit se mettre au service du roi Hrólfr kraki.
Là-bas il prit en pitié le lâche Höttr qui se faisait maltraiter par les autres guerriers fauves. Bödvarr tua un dragon et fit boire son sang à Höttr. Ce dernier devint brave et se fit renommer Hjalti. Plus tard, Bödvarr épousa Drifa, la fille de Hrólfr kraki.